# La Voz de Galicia
La Voz de Galicia è un quotidiano spagnolo fondato a La Coruña nel 1882. È il quinto quotidiano più diffuso in Spagna e il più diffuso in Galizia.

## Storia
Il giornale è stato fondato nel 1882 da Juan Fernández Latorre come giornale repubblicano, progressista e di libero pensiero.

## Le redazioni
- La Coruña
- Arosa
- A Barbanza
- Bergantiños
- O Deza
- Ferrol
- Lugo
- La Mariña
- Monforte de Lemos
- Orense
- Pontevedra
- Santiago de Compostela
- Vigo